# 咸镜南道科学技术图书馆
咸镜南道科学技术图书馆，是位於朝鮮咸鏡南道咸興市，於2018年啟用，是朝鮮在平壤以外首座類似功能的大型設施。根據谷歌地球的衛星影像顯示，咸镜南道科学技术图书馆建築位於咸镜南道文化展覽館舊址上，約建於2016年2月至2016年11月之間。其建築類似平壤黎明大街及未來科學家大街的風格，將科學意象融入在建築中；正面屋頂上方有兩個球形，形狀接近氫原子或帶環行星，建築物前方則有一座原子的雕像。由於咸興擁有許多專門的研究和生產設施（包括平壤以外的國家科學院最大的分支機構），該建築被視為是旨在培育該地區的相關產業。

## 外部連結
- 咸镜南道科学技术图书馆照片 於reddit
- 함경남도과학기술도서관 （页面存档备份，存于）於Wikimapia

39°54′49″N 127°31′30″E / 39.91361°N 127.52500°E